# Kirchdorf an der Krems

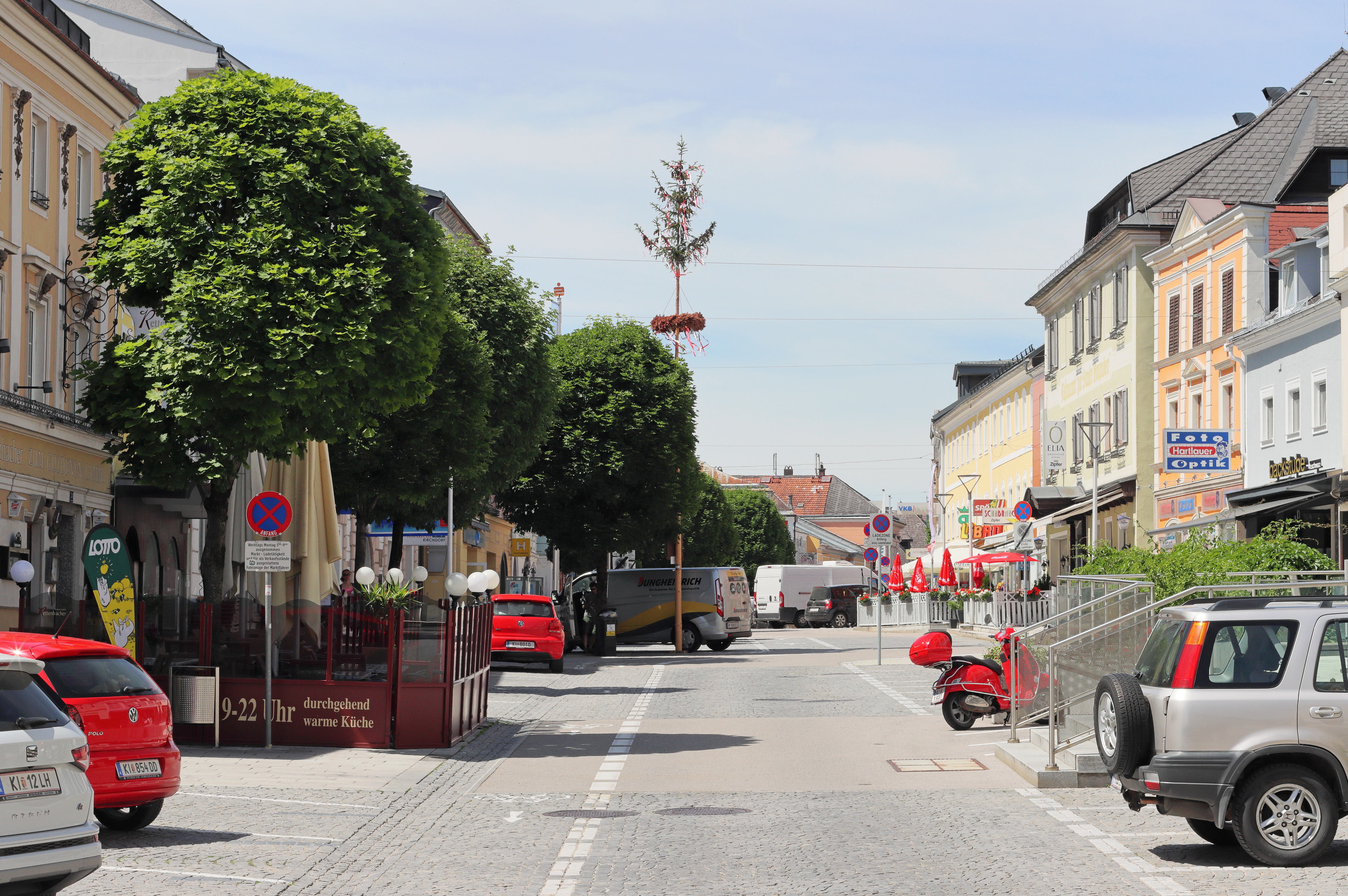
Der Hauptplatz (Blick nach Nordwest)

Kirchdorf an der Krems ist eine Stadtgemeinde im oberösterreichischen Traunviertel und Bezirkshauptstadt des Bezirks Kirchdorf mit 5011 Einwohnern (Stand 1. Jänner 2025). Es handelt sich, der Fläche nach, um die kleinste Bezirkshauptstadt Österreichs.

## Geografie
Kirchdorf an der Krems liegt auf 450 m Höhe am Fluss Krems im Traunviertel, dem hügeligen Alpenvorland im Süden von Oberösterreich. In Kirchdorf an der Krems befindet sich das Bezirksgericht vom Gerichtsbezirk Kirchdorf an der Krems. Der höchste Punkt ist mit 491 Metern Seehöhe an der Kreuzung Schieferstraße/K. Haydvogel-Straße und der tiefste Punkt mit 420 Metern Seehöhe an der Kreuzung Kienmoserstraße/Mühlenweg zu finden. Es ergibt sich also ein maximaler Höhenunterschied von 71 Metern.
Die Ausdehnung beträgt von Nord nach Süd 2,2 km und von West nach Ost 1,9 km. Die Gesamtfläche beträgt 2,78 Quadratkilometer. Fast ein Drittel der Fläche wird landwirtschaftlich genutzt, 29,5 Prozent sind Gärten und weniger als zwei Prozent sind bewaldet. Gewässer nehmen 2,4 Prozent der Stadtfläche ein. Das Gemeindegebiet ist zu 100 Prozent Dauersiedlungsraum.
Im Bezirk Kirchdorf an der Krems belegt die einzige Stadtgemeinde flächenmäßig den letzten Platz, einwohnermäßig nimmt sie nach den Marktgemeinden Kremsmünster, Micheldorf in Oberösterreich und Pettenbach Rang vier ein.
Seit der Auflösung des steirischen Bezirks Radkersburg am 1. Januar 2013 ist Kirchdorf die flächenmäßig kleinste Bezirkshauptstadt Österreichs und nach Einwohnern die zweitkleinste Oberösterreichs knapp vor Eferding. Die Bevölkerungsdichte der Kleinstadt ist mit 1775 Einwohnern pro Quadratkilometer jedoch außerordentlich hoch.
Obwohl eine der bevölkerungsmäßig kleinsten Bezirkshauptstädte Österreichs; das ebenfalls oberösterreichische Eferding, die niederösterreichischen Kleinstädte Scheibbs und Lilienfeld, das steirische Murau, und im Burgenland die südburgenländischen Kleinstädte Oberpullendorf, Güssing und Jennersdorf sowie die Freistadt Rust haben weniger Einwohner, verfügen aber mit Ausnahme von Eferding über ein deutlich größeres Gemeindegebiet; ist Kirchdorf vor allem als Schulstadt (auch für Schüler aus angrenzenden Bezirken mit größeren Bezirkshauptstädten) von hoher regionaler Bedeutung. Womöglich aufgrund der guten Infrastruktur trägt Kirchdorf den Beinamen „Kleine große Stadt“.

### Gemeindegliederung
Es existieren keine weiteren Ortsteile als Kirchdorf an der Krems.

### Nachbargemeinden
|                        | Schlierbach                                 |                              |
| Inzersdorf im Kremstal | Kompassrose, die auf Nachbargemeinden zeigt |                              |
|                        |                                             | Micheldorf in Oberösterreich |

### Klima
|                        | Jan  | Feb  | Mär | Apr  | Mai  | Jun  | Jul  | Aug  | Sep  | Okt  | Nov | Dez  |   |      |
| Mittl. Temperatur (°C) | −1,0 | 0,4  | 4,6 | 9,0  | 13,9 | 16,6 | 18,9 | 18,2 | 13,9 | 9,1  | 3,6 | 0,2  | ⌀ | 9    |
| Mittl. Tagesmax. (°C)  | 2,9  | 4,9  | 9,8 | 14,8 | 19,9 | 22,2 | 24,9 | 24,2 | 19,5 | 14,3 | 7,5 | 3,7  | ⌀ | 14,1 |
| Mittl. Tagesmin. (°C)  | −4,1 | −3,0 | 0,8 | 4,3  | 8,9  | 11,8 | 13,8 | 13,6 | 10,1 | 5,6  | 0,8 | −2,6 | ⌀ | 5    |
|                        |      |      |     |      |      |      |      |      |      |      |     |      |   |      |
| Niederschlag (mm)      | 83   | 65   | 94  | 72   | 108  | 141  | 140  | 148  | 111  | 82   | 80  | 92   | Σ | 1216 |

| −4,1 |

| −3,0 |

| 0,8 |

| 4,3 |

| 8,9 |

| 11,8 |

| 13,8 |

| 13,6 |

| 10,1 |

| 5,6 |

| 0,8 |

| −2,6 |

| −4,1 |

| −3,0 |

| 0,8 |

| 4,3 |

| 8,9 |

| 11,8 |

| 13,8 |

| 13,6 |

| 10,1 |

| 5,6 |

| 0,8 |

| −2,6 |

## Geschichte

### Mittelalter
Im Jahre 903 wurde das Kirchdorf-Micheldorfer Becken (oberstes Kremstal) mit dem herrschaftlichen Zentrum Georgenberg erstmals erwähnt: …in valle que dicitur oliupespurc… also: „im Tal, welches Oliupespurc (Olsburg) heißt“. Gleichzeitig besaß die Kirche am Georgenberg auch die Funktion einer Altpfarre „Ulsburg“, welche sich bis nach Spital am Pyhrn erstreckte.
In der zweiten Hälfte des elften Jahrhunderts erhielt das Hochstift Bamberg Kirchdorf, Hausmanning, Seebach und Teile von Kremsdorf und setzte sich so an der wichtigen Pyhrnlinie fest. 1083 wurde eine Filialkirche der Ulsburgkirche (Georgenberg) erwähnt, die als Talschaftskirche wahrscheinlich schon länger Bestand hatte. Es lag wohl im Interesse des Bischofs von Bamberg, in seinem neuen Besitz auch ein religiöses Zentrum zu errichten. Seit der Mitte des elften Jahrhunderts gehörte der Georgenberg bereits zum jungen Stift Lambach. Im Jahre 1111 erschien der Name Chirchdorf erstmals in einer Urkunde für das Stift St. Florian und 1119 weihte der Bischof von Passau die (neue) Kirche St. Gregor ein. Der Name weist auf die seelsorgliche Bedeutung der ehemaligen Filialkirche hin, welche als Talkirche den Funktionsbereich von der ehemaligen Altpfarre Ulsburg übernommen hatte („Chirchdorf, qui antea Ulsburg dicitur“ = Kirchdorf, welches vorher Ulsburg hieß). Man verstand bis ins 13. Jahrhundert unter Chirchdorf hauptsächlich die Altpfarre, gleichzeitig aber wurde dieser Name immer häufiger für die Häusergruppe um die Kirche verwendet. Diese pfarrliche Zentralfunktion bedingten ihrerseits gewisse Marktfunktionen und so entstand südlich des alten Angerdorfes (Rathausplatz) die bambergische Straßenmarktanlage (Hauptplatz).
1283 besaß der Ort bereits Marktcharakter (forum). Der Bischof von Bamberg verlieh zwar Frankenmarkt Wochen- und Jahrmarkt, nicht jedoch Kirchdorf. Große Bedeutung erlangt die Barchentweberei und noch im 16. Jahrhundert stellten die Barchentweber knapp die Hälfte der Bürgerschaft. 1437 verlieh der Bischof von Bamberg Kirchdorf Siegelrecht und Siegelstempel und erhob es zum Burgfried –- einem Quasimarkt. Das heutige Stadtwappen (bambergischer Löwe) geht auf dieses Siegel zurück.

### Neuzeit

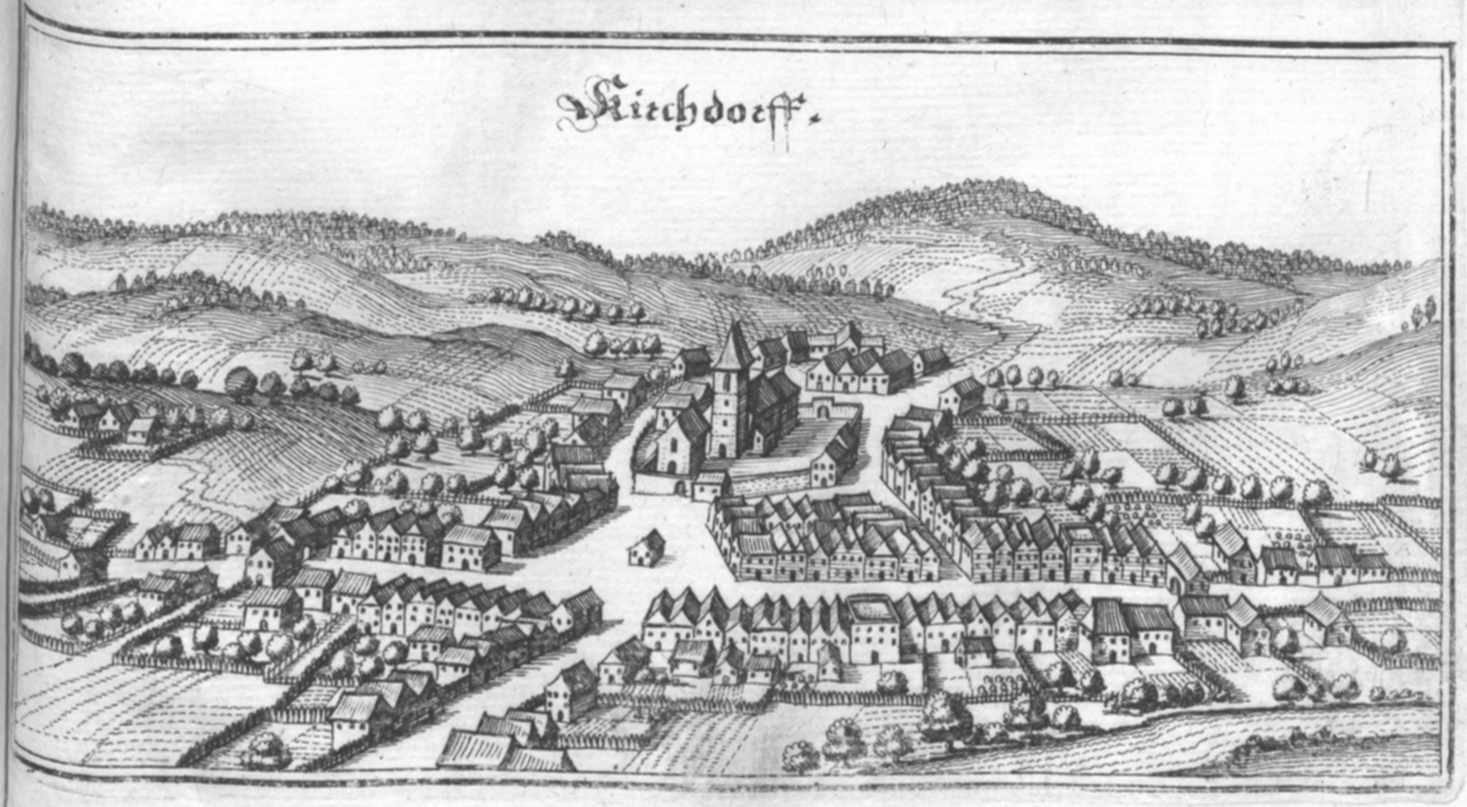
Ansicht aus Merians Topographia Provinciarum Austriacarum (1679)

Es folgte eine Zeit wirtschaftlichen Wohlstands, der sich in der Gotisierung der Kirche (1491), Errichtung eines Rathauses und einer Schule manifestierte. 1584 endlich bewilligte Kaiser Rudolf II. den Wochenmarkt („Wochentlich auf dem Montag ain Wochenmarkt aufzurichten und nun hinfüro Ewigelich zu halten“). Doch sanktionierte diese Urkunde lediglich, was schon seit früheren Zeiten üblich war, nämlich drei Jahrmärkte und der Wochenmarkt.
Ab der zweiten Hälfte des 16. Jahrhunderts gewannen die Sensenschmieden im oberen Krems-, Steyr- und Teichltal an Bedeutung. So wurde 1604 die Kirchdorf-Micheldorfer Sensengewerkschaft mit Sitz in Kirchdorf gegründet. Der nun wohlhabende Markt versuchte sich aus der Bevormundung Bambergs zu lösen. Zuerst jedoch gingen die Besitzrechte über Kirchdorf (Markt und Umgebung) 1681 an Kremsmünster und 1684 an Schlierbach, ehe sich der Markt 1795 freikaufen konnte. Kirchdorf war nun zwar ein freier Markt, verblieb aber im nominellen Lehnsverband mit dem Bistum Bamberg.
Das Jahr 1741 bedeutete das Ende des Weinbaues im Kremstal – Sind fast alle Weinstöck erfroren. 1792 wurde das Bürgerspital (Anfang des 16. Jahrhunderts als Bruderhaus gestiftet) ausgebaut. Immer wieder suchten Feuersbrünste den Markt heim (1625, 1686, 1769, 1777 und der große Brand 1877). 1800 erfolgte die Wahl des ersten Bürgermeisters (Anton Herzog) des freien Marktes und 1811 endete die bambergische Lehnshoheit. Kirchdorf wurde landesfürstlicher Markt und verfügte seit 1842 über eine feste Poststation. 1850 wurde Kirchdorf politische Gemeinde mit einem Bürgermeister, zwei Gemeinderäten und mehreren Ausschüssen. Ab 1868 war der Markt Sitz von Bezirkshauptmannschaft und Bezirksgericht und damit Hauptort des neuen gleichnamigen politischen Bezirks. Seit 1918 gehörte der Ort zum Bundesland Oberösterreich.

### Jüngere Zeit
Nach dem Anschluss Österreichs an das Deutsche Reich am 13. März 1938 gehörte Kirchdorf zum Gau Oberdonau. Nach 1945 erfolgte die Wiederherstellung Oberösterreichs. Die Stadtpfarrkirche St. Gregor wurde zuletzt 1962 durch den Wiener Architekten Erich Eisenhofer erweitert.
Seit 27. Oktober 1975 ist Kirchdorf eine Stadt. Von 1983 bis 2007 war Kirchdorf Standort einer Garnison des Bundesheeres.

### Bevölkerungsentwicklung
Das Wachstum in den letzten Jahrzehnten erfolgte trotz negativer Geburtenbilanz wegen einer starken Zuwanderung.

## Kultur und Sehenswürdigkeiten
- Schloss Neupernstein
- Katholische Stadtpfarrkirche Kirchdorf an der Krems hl. Georg: gotisches Bauwerk von 1491, mehrmals baulich umgestaltet, zuletzt 1963
- Mehrere Bürgerhäuser auf dem Hauptplatz
- Kino Kirchdorf (Kinema) an der B 138 (Bambergstraße 20)[7]

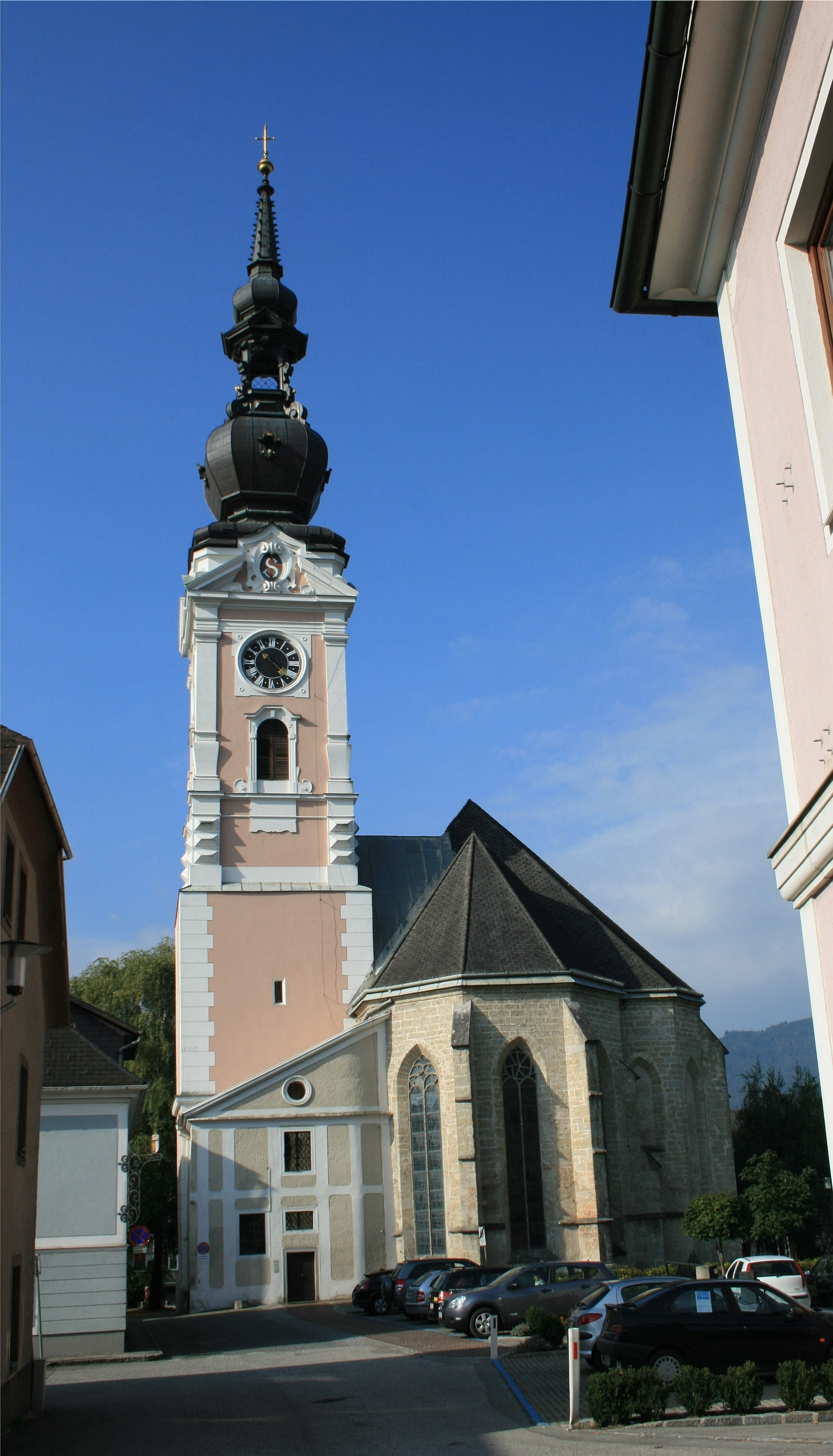
Die Stadtpfarrkirche St. Gregor
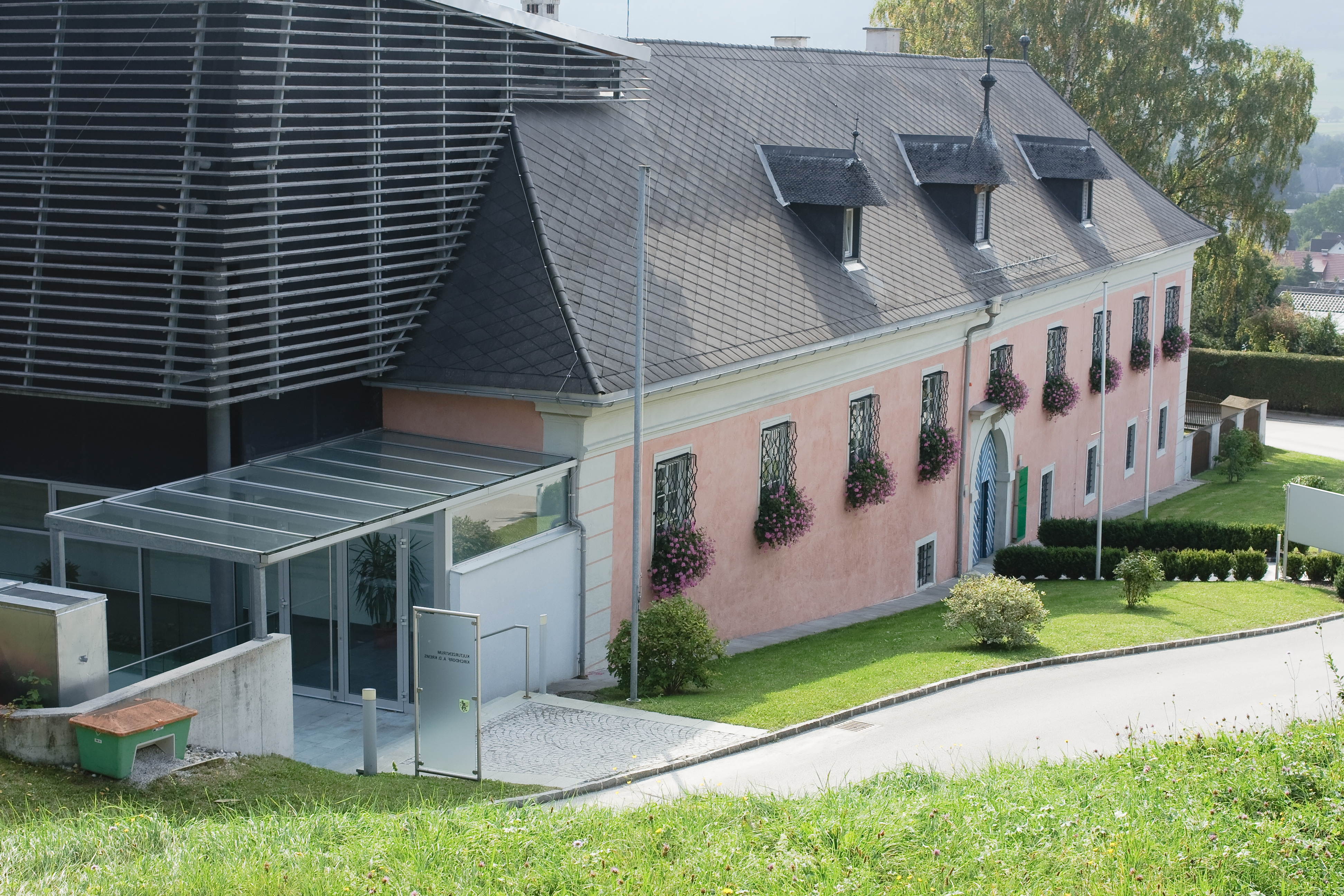
Schloss Neupernstein
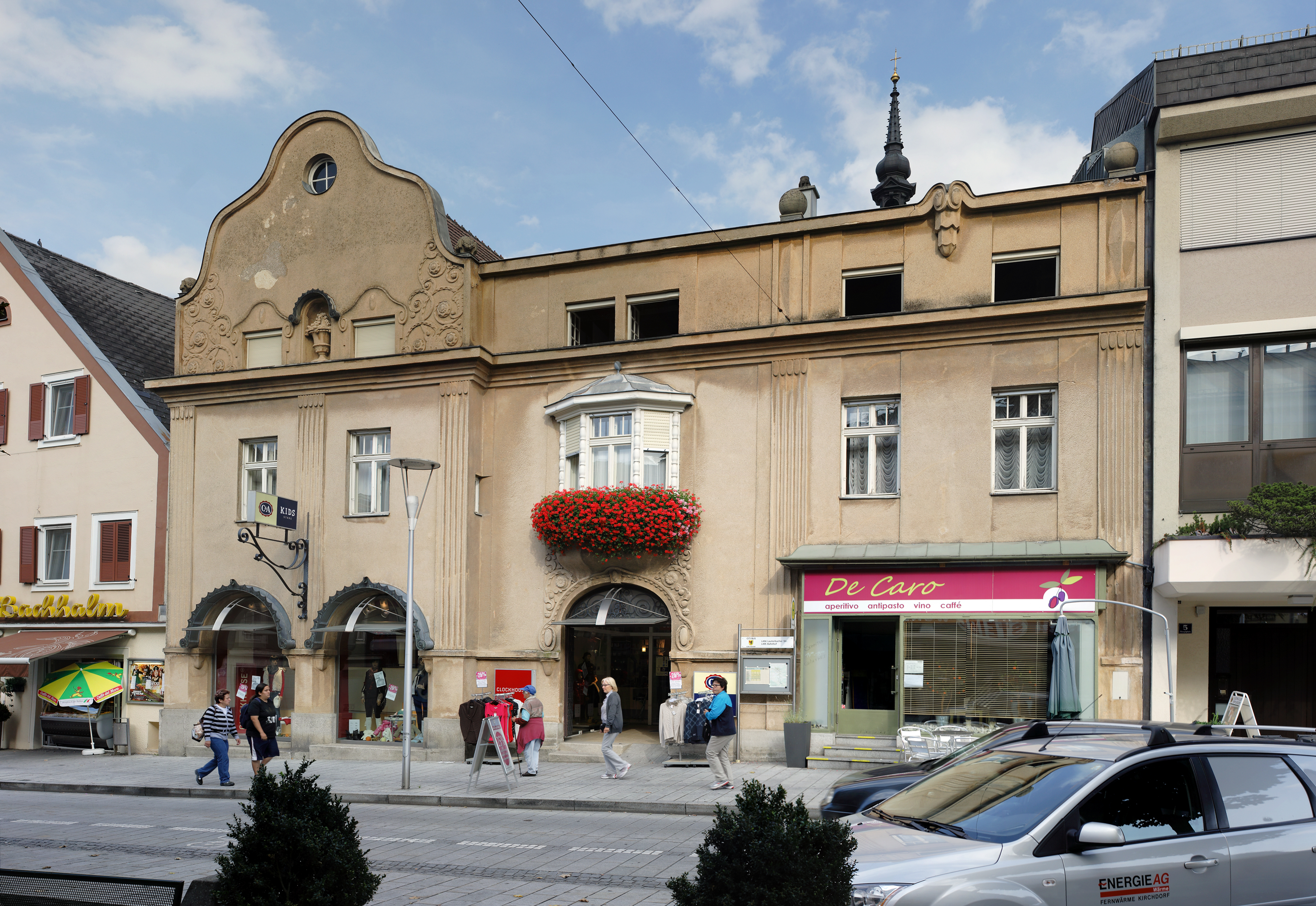
Schmallnauerhaus
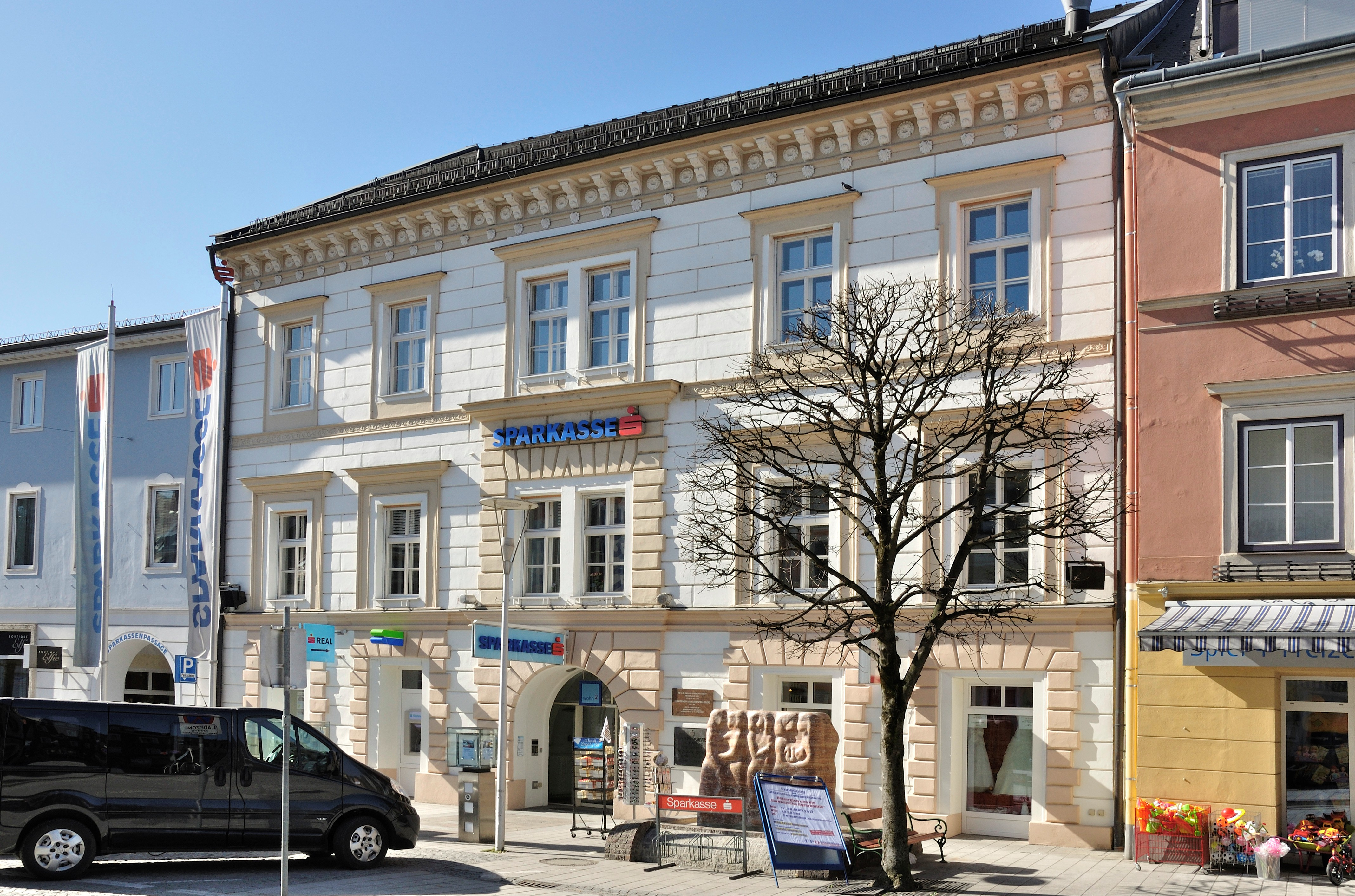
Sparkasse (ehemaliges Bezirksgericht)
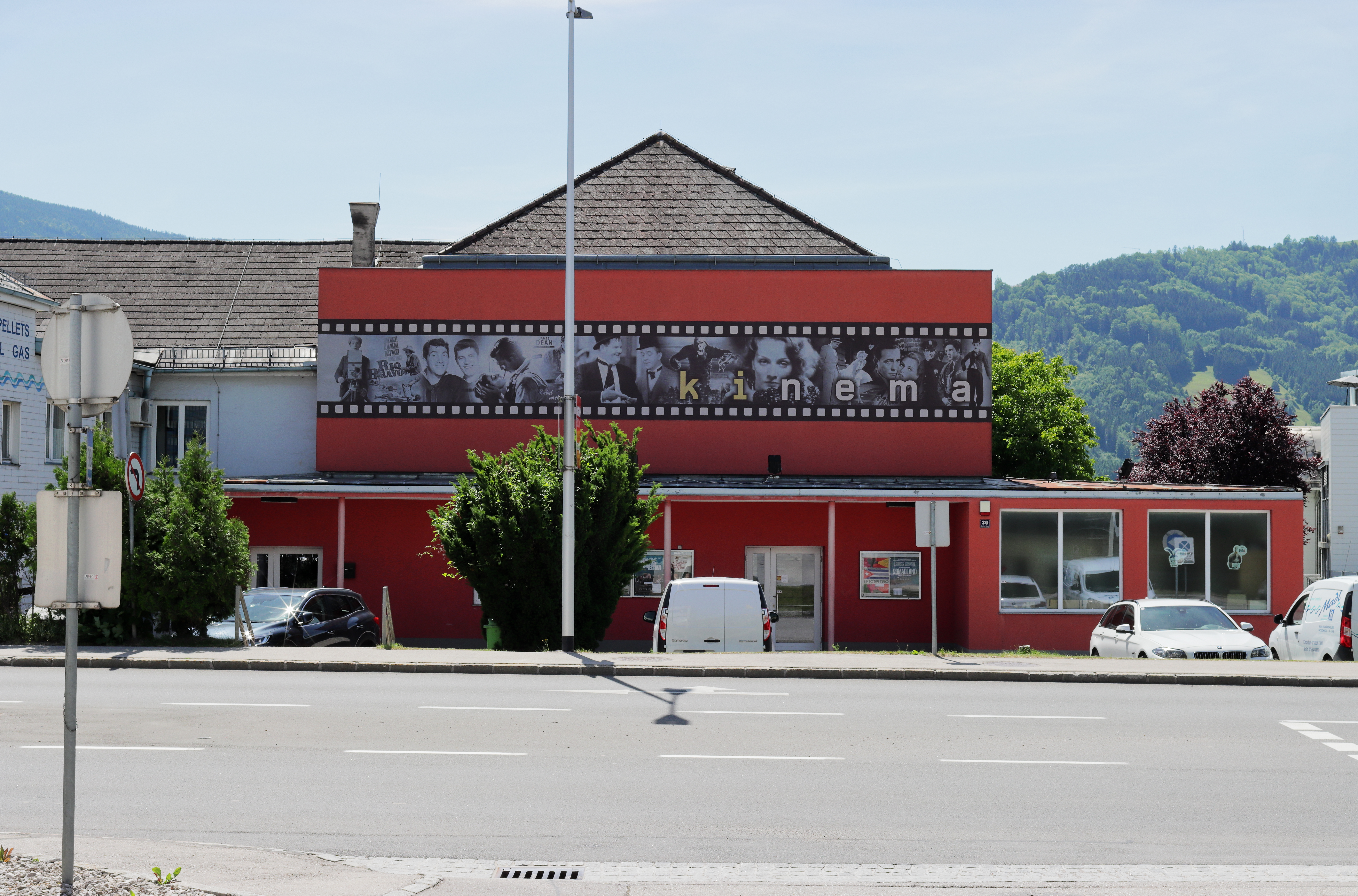
Kino Kirchdorf

## Wirtschaft und Infrastruktur

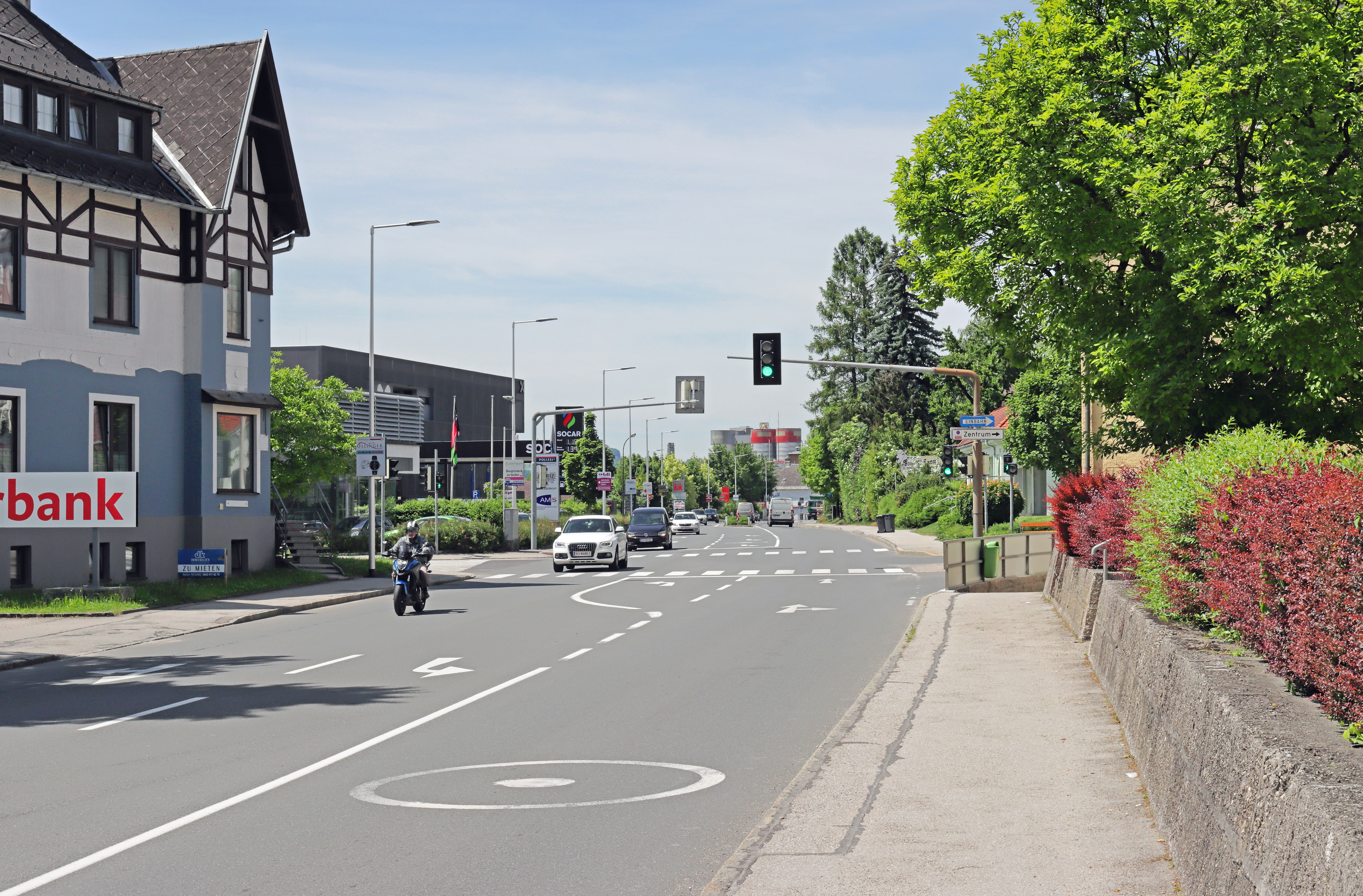
Pyhrnpass Straße im Kirchdorf

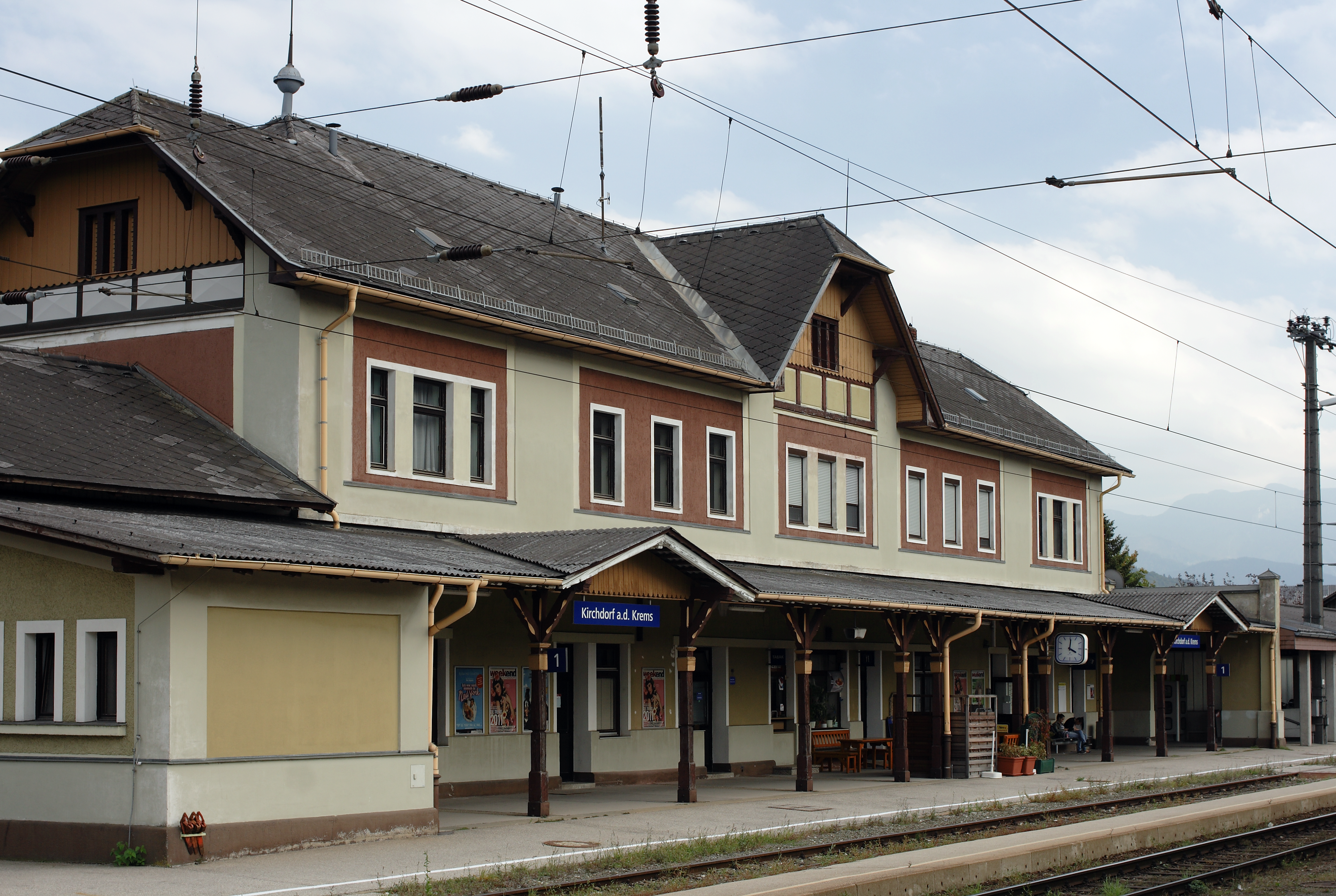
Bahnhof Kirchdorf

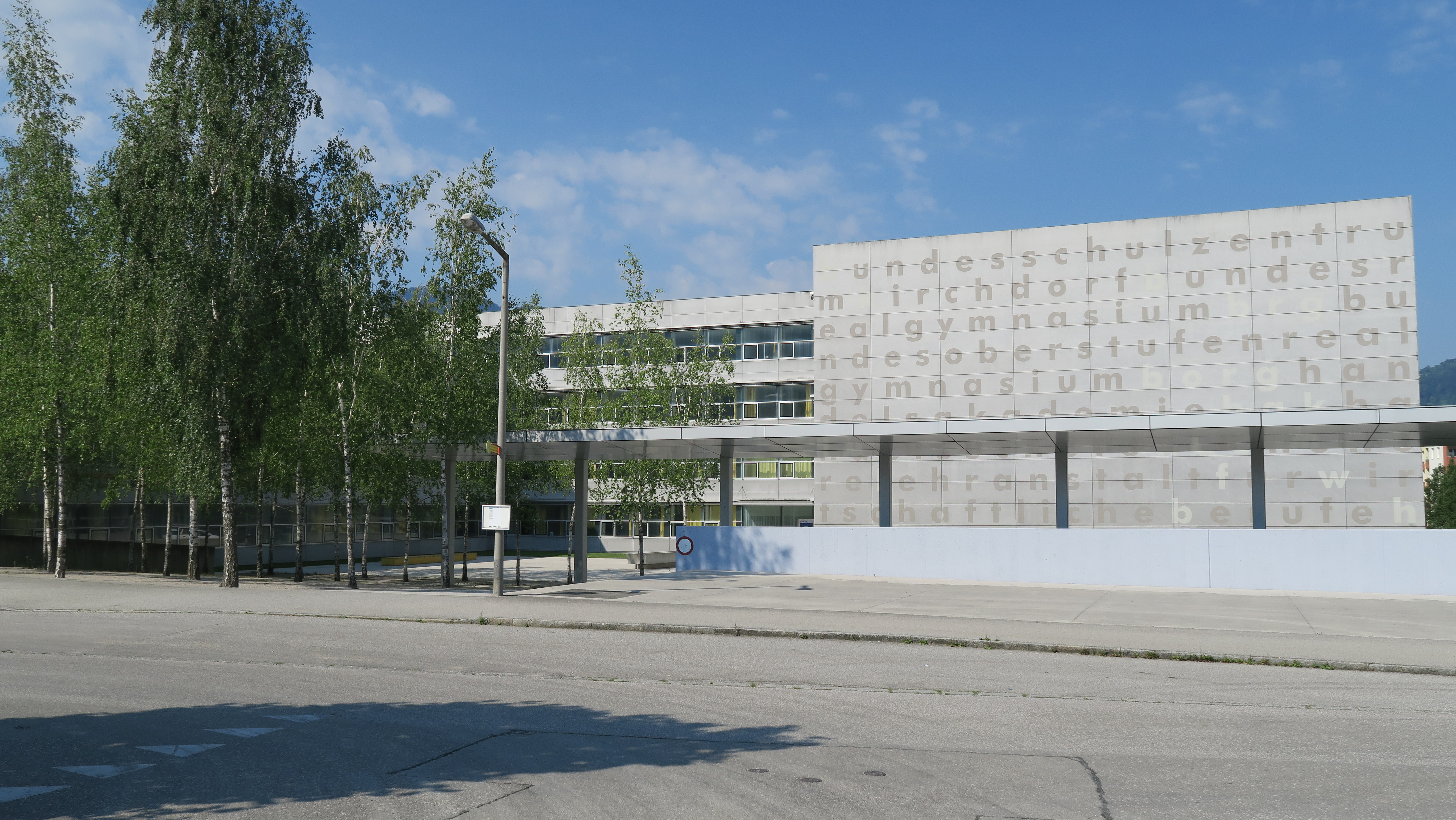
BRG/BORG Kirchdorf

Kirchdorf ist Standort von Bezirksbehörden und verschiedener Unternehmen. Größere Unternehmen sind TCG UNITECH, die Raiffeisenbank Region Kirchdorf und die Kirchdorfer Gruppe.
- Stadthalle, Weinzierler Straße 26
- Bezirkshauptmannschaft, Garnisonstraße 3

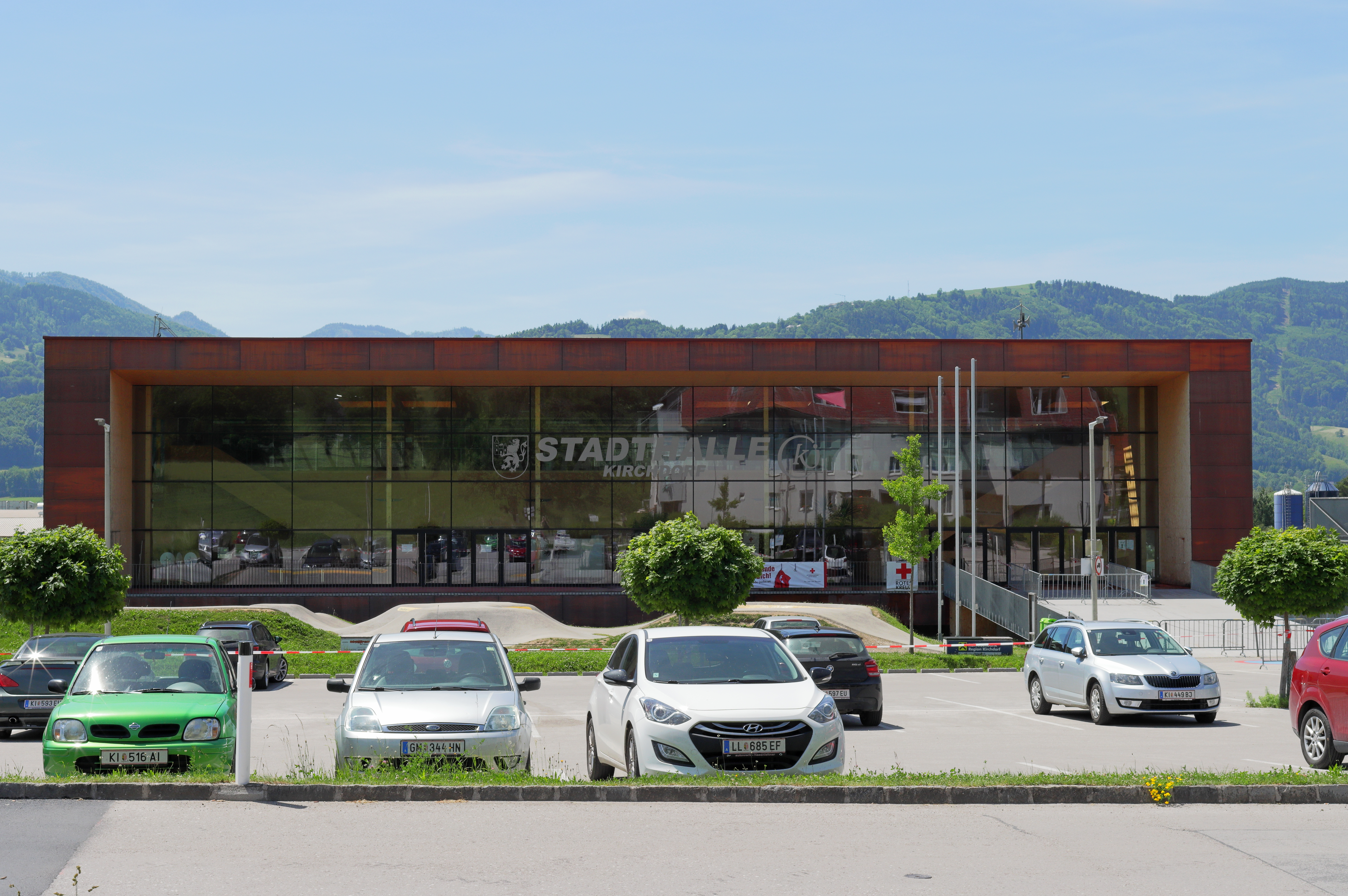
Stadthalle
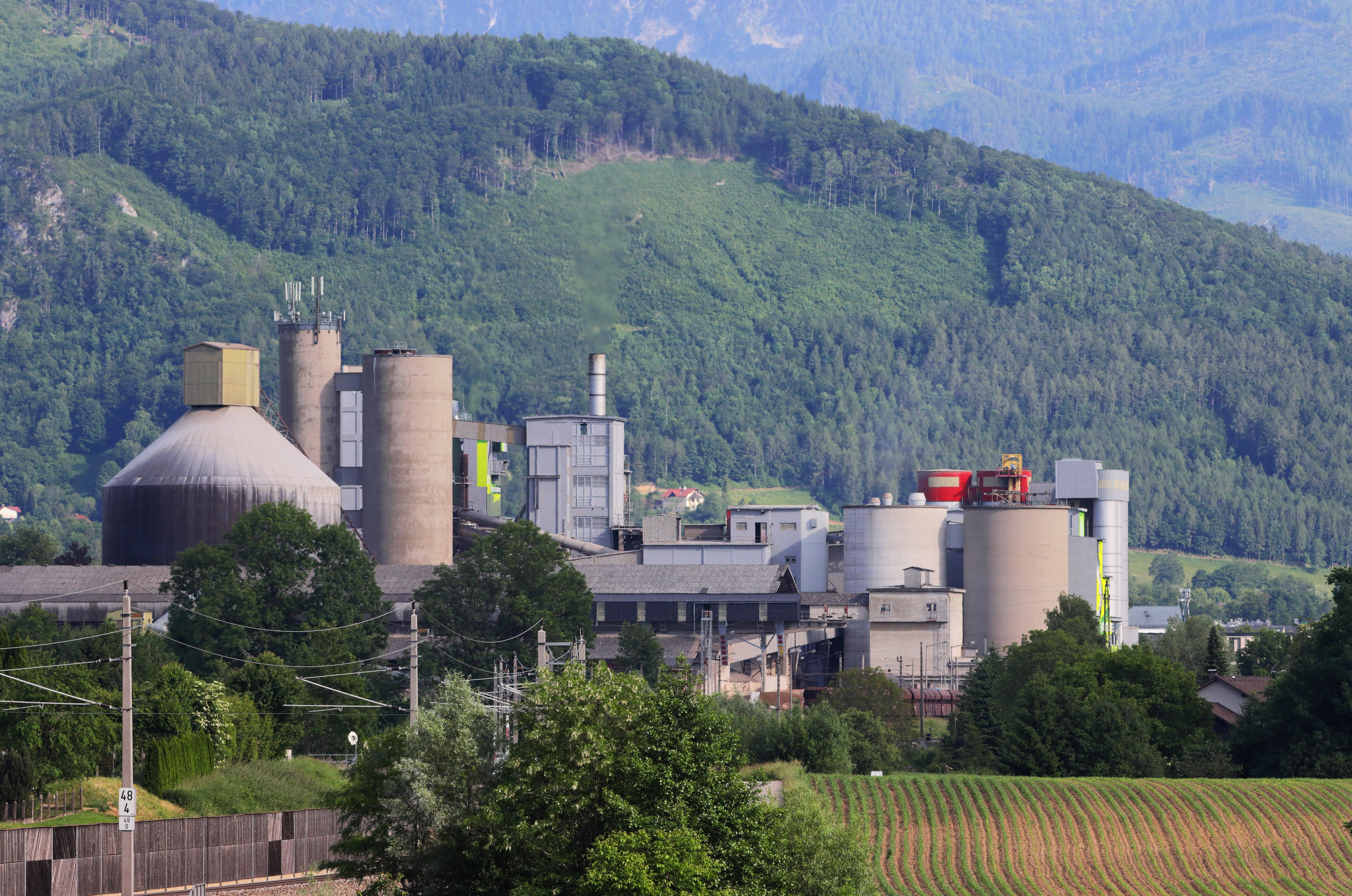
Zementwerk (Kirchdorfer Gruppe)
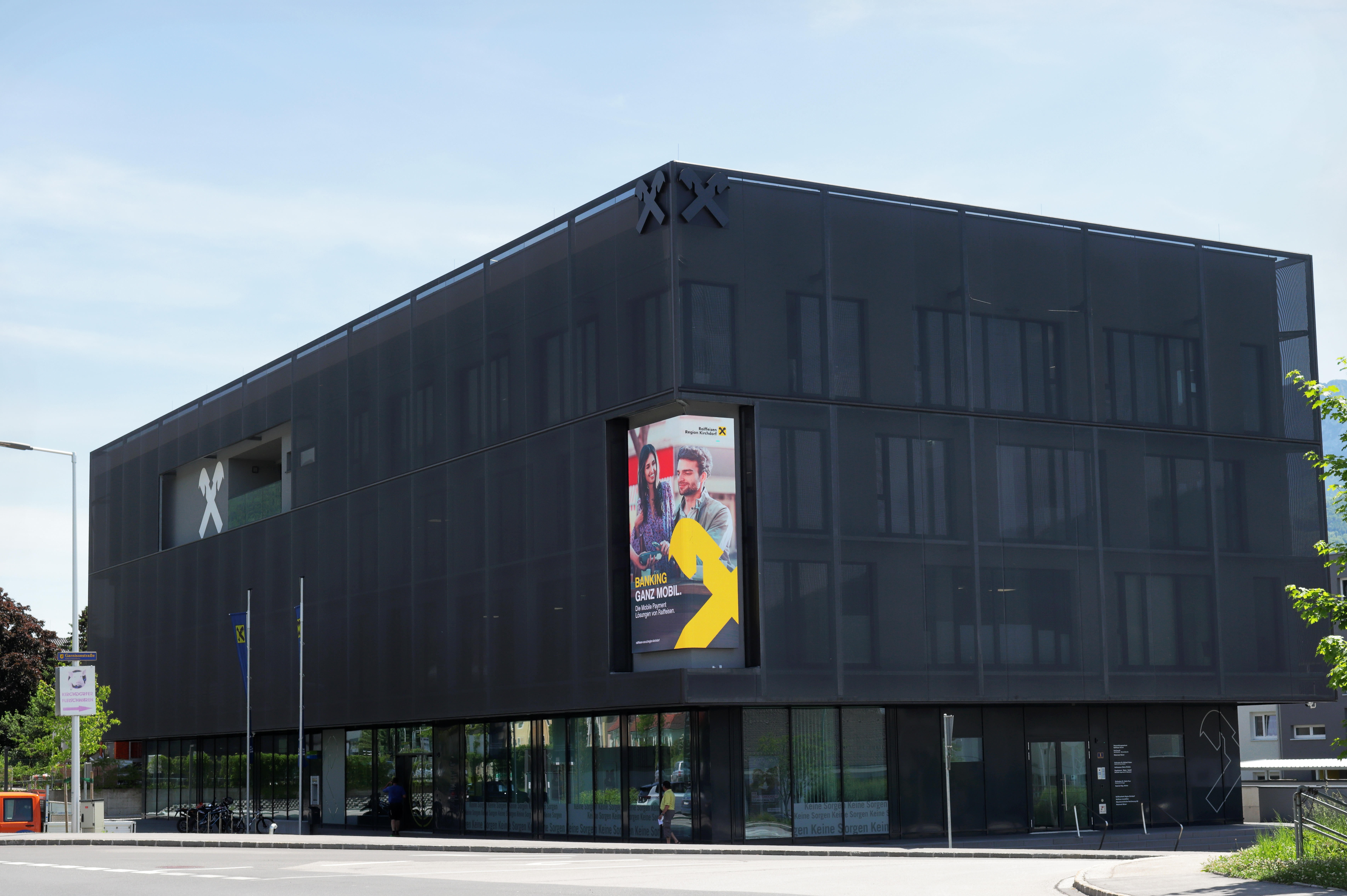
Forum Region Kirchdorf (Raiffeisenbank)
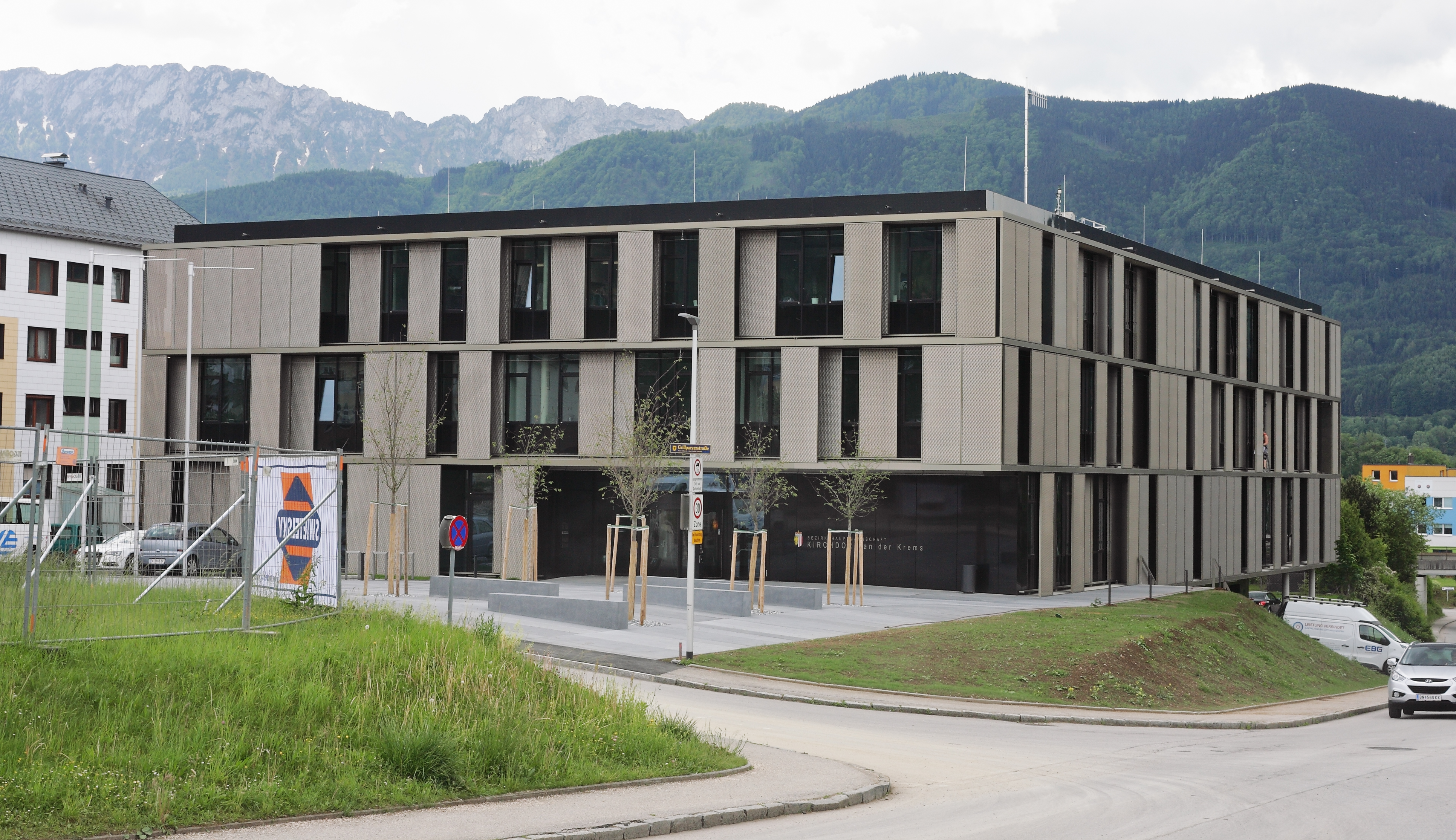
Bezirkshauptmannschaft
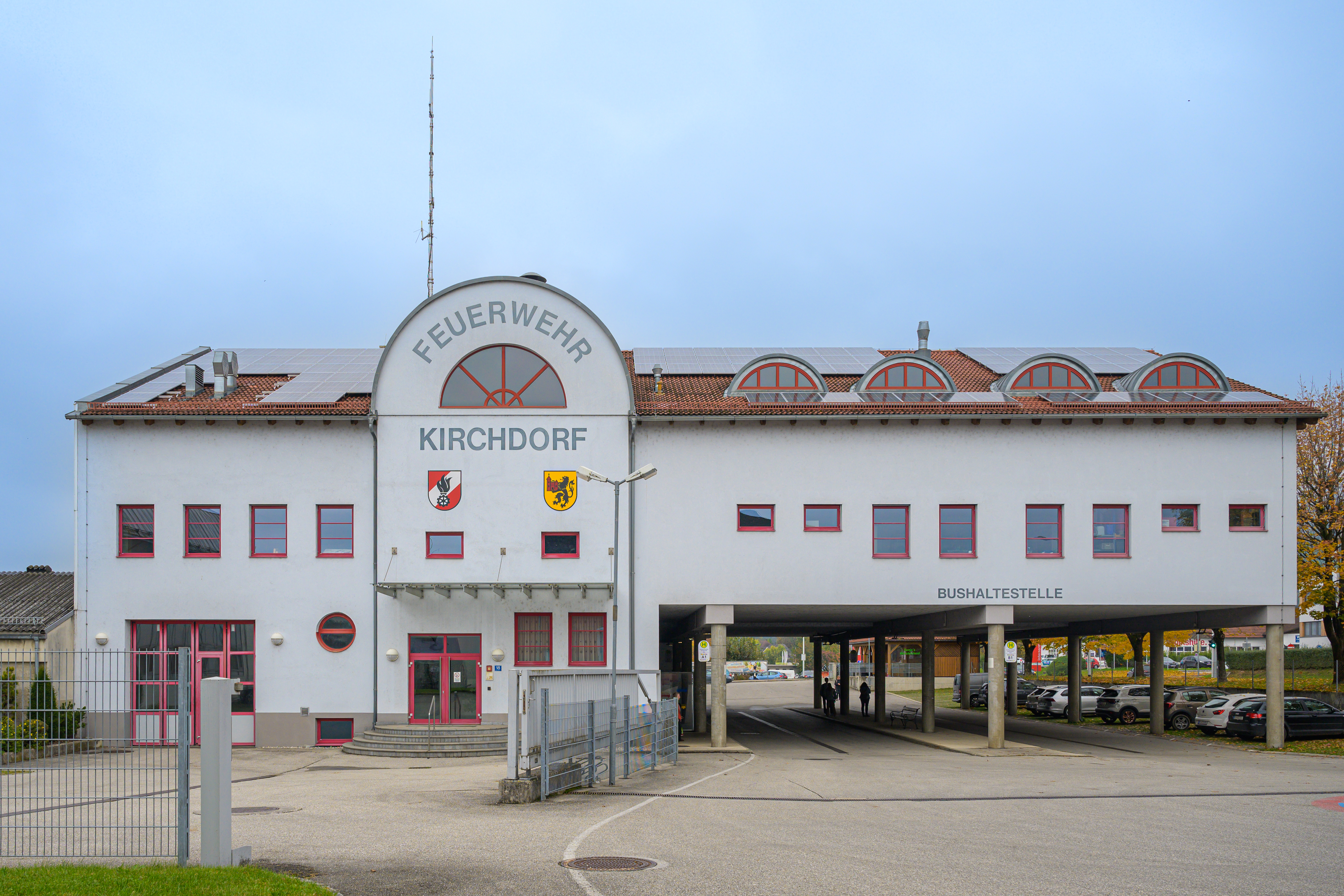
Feuerwehr Kirchdorf und Busterminal

### Gesundheit
Das Pyhrn-Eisenwurzen Klinikum Kirchdorf, ehemals Landes-Krankenhaus Kirchdorf (Hausmanninger Straße 8) geht auf das Jahr 1900 zurück. Im Oktober 2018 beschloss der Aufsichtsrat der Landes-Spitalsholding Gespag das Landeskrankenhaus Steyr und das Landes-Krankenhaus Kirchdorf mit 1. Jänner 2020 zum Pyhrn-Eisenwurzen Klinikum mit zwei Standorten zu verschmelzen.
Die Gebäude der Orts- und Bezirksstelle des Roten Kreuzes liegen in der Krankenhausstraße Nr. 11.

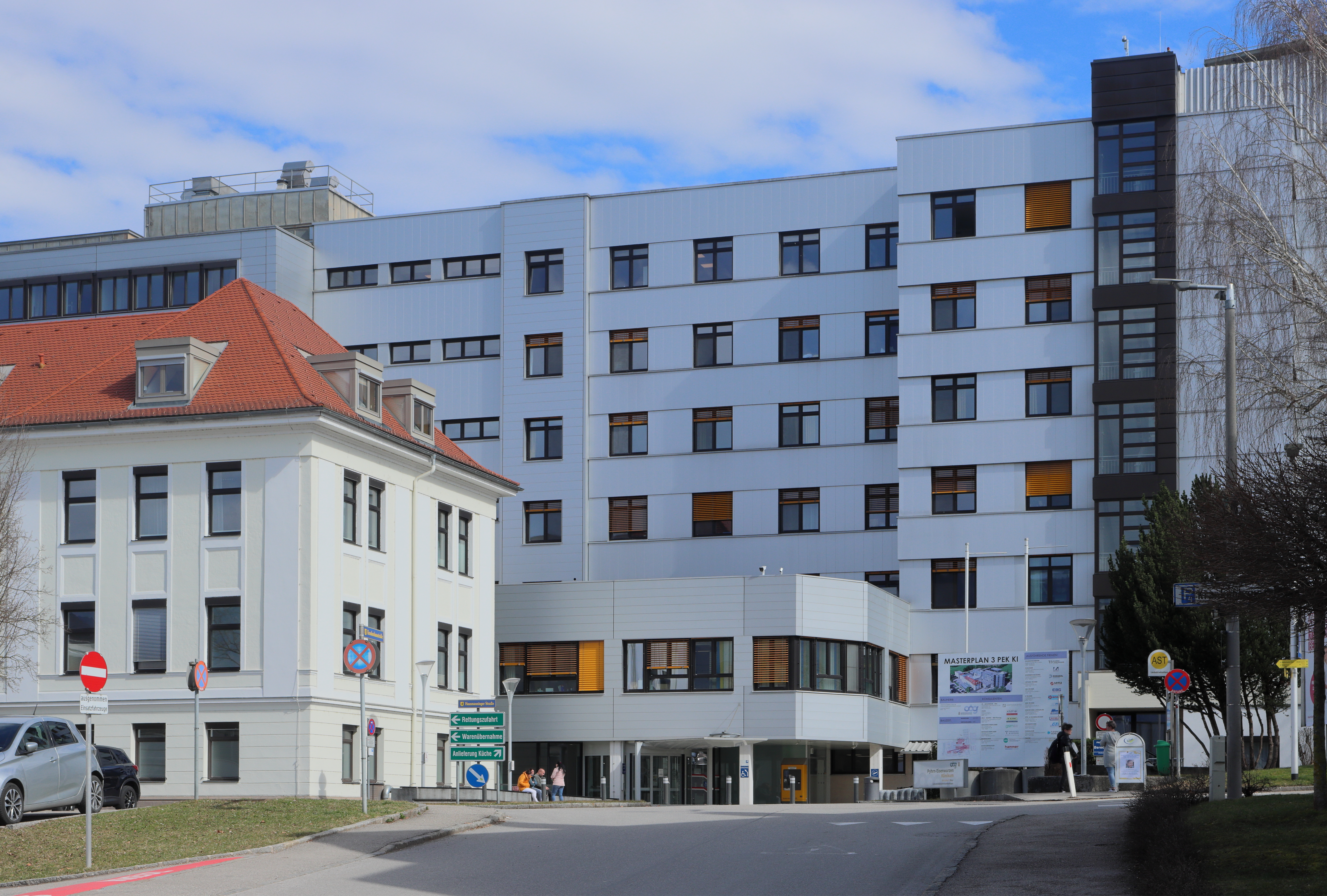
Blick von der Krankenhausstraße (März 2025)
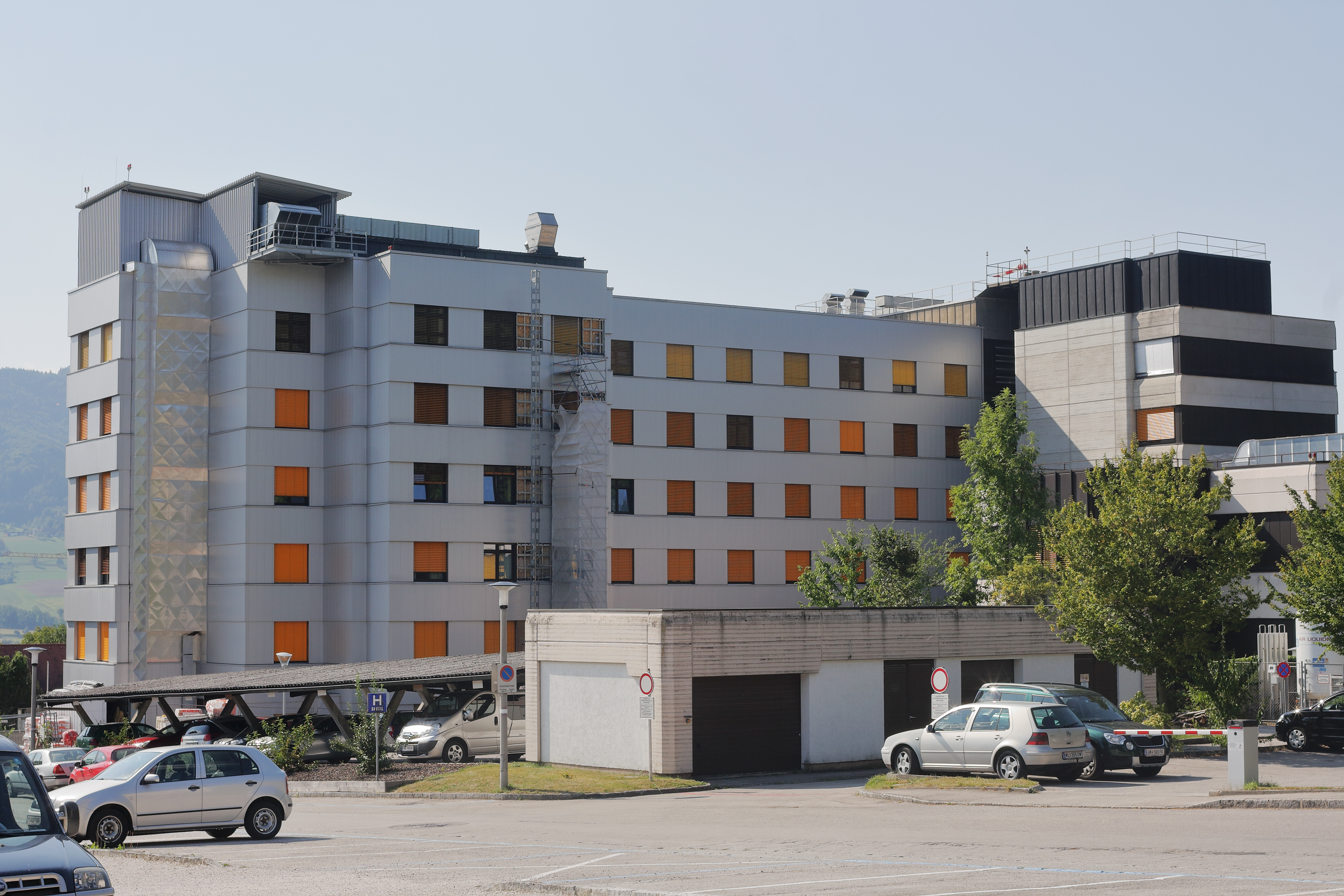
Rückansicht von der Theodor-Haas-Straße aus (September 2015)
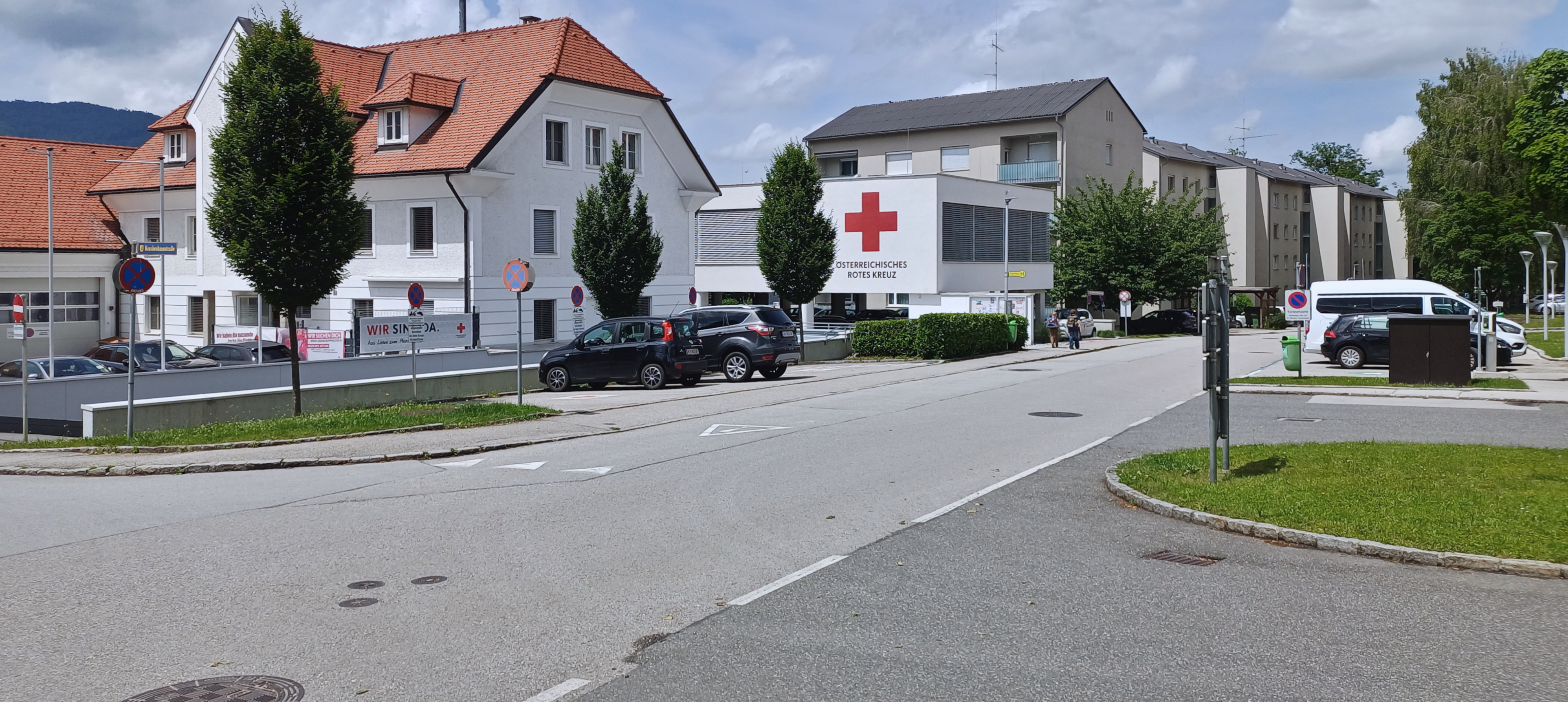
Ortsstelle (links) und Bezirksstelle (Mitte) des Rotes Kreuzes

### Medien
Seit 2007 gibt es das Freie Radio B138 auf der Frequenz 102,3 MHz.

### Verkehr
- Straße: Kirchdorf liegt in der Nähe der Pyhrn Autobahn A 9, Anschlussstellen sind in Inzersdorf und Klaus. Außerdem führt die Pyhrnpass Straße B 138 durch Kirchdorf. Die Scharnsteiner Straße B 120 und die Steyrtal Straße B 140 enden knapp nördlich bzw. südlich von Kirchdorf.
- Eisenbahn: Der Bahnhof Kirchdorf an der Krems liegt an der Pyhrnbahn, die von Linz nach Selzthal (mit Anschluss nach Graz und Bischofshofen/Villach und Salzburg) führt. Kirchdorf ist mit der Pyhrnbahn durch Regional-Züge (R), Regional-Express-Züge (Linz Hbf – Liezen/Linz Hbf – Selzthal) sowie InterCity-Züge (Graz Hbf – Linz Hbf) mit Linz, Leoben, Liezen, Selzthal und Graz verbunden. Weiters fährt die S-Bahn-Linie S4 (Linz Hbf – Kirchdorf), welche ab Kirchdorf als Regionalzug bis Spital am Pyhrn geführt wird. Kirchdorf fuhren ab Dez. 2010 keine InterCity-Züge mehr an, mittlerweile fahren am Bahnhof Kirchdorf aber wieder zwei InterCity-Züge täglich (um 10:11 und um 18:11 Uhr) nach Linz mit Zwischenhalten in Rohr-Bad Hall und Neuhofen an der Krems ab. Zwei weitere Intercitys fahren nach Graz mit Zwischenhalten in Klaus an der Pyhrnbahn, Windischgarsten, Spital am Pyhrn, Selzthal, Sankt Michael in Obersteiermark und Leoben Hauptbahnhof. Die Fahrtzeit nach Linz beträgt in Regional- und Regionalexpress-Zügen üblicherweise 60 und 42 Minuten (im InterCity 36 Minuten), nach Selzthal rund 60 Minuten, wobei in Richtung Selzthal Bauarbeiten mit Schienenersatzverkehr stattfinden.[13]
- Bus: In Kirchdorf und Umgebung wurde versucht, ein öffentliches Busnetz aufzubauen. Die Busse waren aber nicht lange in Betrieb, da wenig Fahrgäste den Service nutzen und eine Fahrt vergleichsweise teuer war. Einige Stationen wurden durch Anrufsammeltaxi-Haltestellen ersetzt und ein AST-Betrieb eingeführt.[14] Außerdem gibt es Postbushaltestellen an wichtigen Punkten und das Busterminal „Am Anger“ an der Pyhrnpass Straße B 138.

### Bildung
Kirchdorf ist Standort mehrerer höherer Schulen.

## Politik

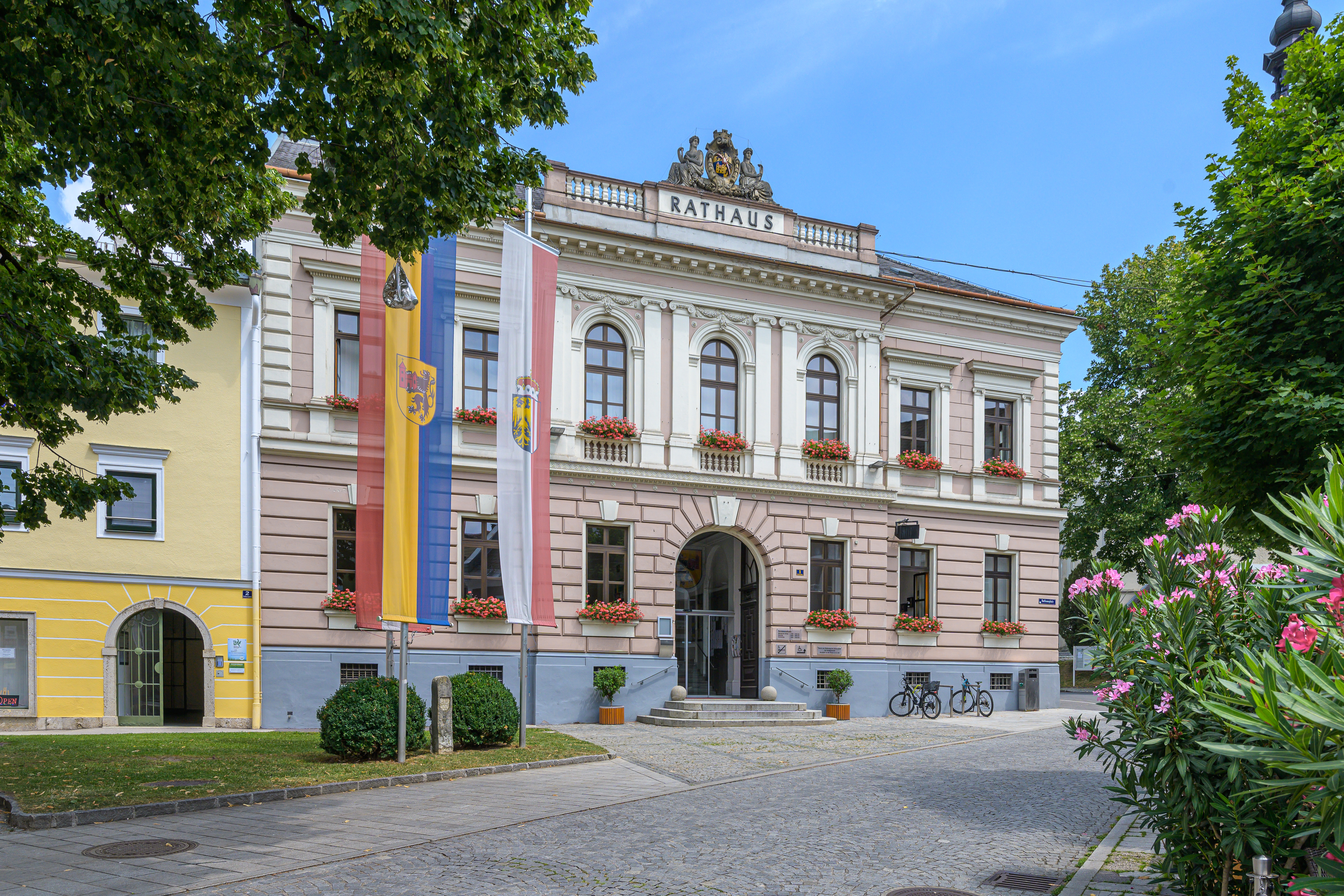
Rathaus

### Gemeinderat
Der Gemeinderat hat 25 Mitglieder.
- Mit den Gemeinderats- und Bürgermeisterwahlen in Oberösterreich 2003 hatte der Gemeinderat folgende Verteilung: 13 SPÖ, 8 ÖVP, 2 FPÖ und 2 GRÜNE.[15]
- Mit den Gemeinderats- und Bürgermeisterwahlen in Oberösterreich 2009 hatte der Gemeinderat folgende Verteilung: 11 SPÖ, 8 ÖVP, 3 FPÖ und 3 GRÜNE.[16]
- Mit den Gemeinderats- und Bürgermeisterwahlen in Oberösterreich 2015 hatte der Gemeinderat folgende Verteilung: 9 SPÖ, 6 ÖVP, 6 FPÖ und 4 GRÜNE.[17]
- Mit den Gemeinderats- und Bürgermeisterwahlen in Oberösterreich 2021 hat der Gemeinderat folgende Verteilung: 8 SPÖ, 8 ÖVP, 5 GRÜNE und 4 FPÖ.[18][19]

### Bürgermeister
Bürgermeister seit 1850 waren:
- 1850–1864 Georg Redtenbacher
- 1864–1870 Adolf Mayrhofer
- 1870–1876 Karl Deschler
- 1876–1894 Wilhelm Redtenbacher
- 1894–1901 Paul Schodterer
- 1901–1910 Carl Samuel
- 1910–1919 Alexander Lacheiner
- 1919–1929 Georg Schachner
- 1929–1933 Anton Brandstetter
- 1933–1942 Karl Resl
- 1942–1945 Johann Resl
- 1945–1945 Karl Resl
- 1945–1945 Franz Huemer
- 1945–1973 Johann Mühlböck (ÖVP)
- 1973–1989 Wilhelm Bayer (SPÖ)
- 1989–2008 Ferdinand Kaineder (SPÖ)
- 2008–2020 Wolfgang Veitz (SPÖ)[21]
- 2020–2024 Vera Pramberger (SPÖ)[22][23]
- 2024 Stipo Luketina (interimistisch, Vizebürgermeister) (SPÖ)
- seit 2024 Markus Ringhofer (SPÖ)

### Wappen
Offizielle Beschreibung des Gemeindewappens:
„In Gold ein schwarzer, silbern bewehrter und rot bezungter, aufgerichteter (Bamberger-)Löwe, der in den Vorderpranken eine rote Kirche hält.“ Die Gemeindefarben sind Gelb-Blau.

### Städtepartnerschaften
- Seubersdorf in der Oberpfalz, seit 1993[25]

## Persönlichkeiten

### Söhne und Töchter der Stadt
- Altmann Arigler (1768–1846), Theologe und Benediktinerabt
- Josef Redtenbacher (1810–1870), Universitätsprofessor für Chemie
- Ludwig Redtenbacher (1814–1876), Universitätsprofessor für Entomologie
- Ferdinand Kaltenbrunner (1851–1902), Historiker und Kodikologe
- Alois Höfler (1853–1922), Universitätsprofessor für Pädagogik in Prag und Wien[26]
- Josef Redtenbacher (1856–1926), Entomologe und Lehrer
- Bonifaz Zölß (1875–1956), Abt des Stiftes Admont 1953–1956
- Max Scheffenegger (1883–1963), Rechtsanwalt und Mitglied des Verfassungsgerichtshofes
- Erna Blaas (1895–1990), Lyrik-Autorin
- Hans Sturmberger (1914–1999), Historiker und Archivar
- Alfred Stögmüller (1925–2004), Theaterintendant (zuletzt Landestheater Linz)
- Oskar Kleinsasser (1929–2001), Arzt
- Siegfried Sattlberger (* 1940), ÖVP-Politiker
- Alois Gradauer (* 1942), FPÖ-Politiker
- Helmut Obermayr (* 1949), Jurist, Journalist und Rundfunkintendant
- Erwin Einzinger (* 1953), Schriftsteller und Übersetzer
- Herbert Weingartner (* 1954), Geograph und Professor
- Karl Woisetschläger (* 1954), Journalist
- Renate Metzger-Breitenfellner (* 1956), Journalistin und Autorin
- Franz Gruber (* 1959), Skirennläufer
- Fritz Dittlbacher (* 1963), ORF-Chef-Redakteur
- Karin Hörzing (* 1963), Politikerin (SPÖ)
- Bettina Lancaster (* 1964), Politikerin (SPÖ)
- Bert Rebhandl (* 1964), Journalist
- Thomas Kerbl (* 1965), Dirigent, Pianist, Universitätsprofessor
- Andreas Klauser (* 1965), Manager
- Raphael Sperrer (* 1965), Rallyefahrer
- Gertraud Scheiblberger (* 1966), Politikerin (ÖVP)
- Alois Baldinger (* 1967), Politiker (FPÖ)
- Walter Waldhör (* 1968), Fußballspieler
- Max Berger (* 1969), Alpinist und Kletterer
- Ulf Brunnbauer (* 1970), Historiker
- Gerlinde Kaltenbrunner (* 1970), Bergsteigerin
- Eva Reichl (* 1970), Autorin und Künstlerin
- Stephan von Marso (* 1971), Schauspieler
- Horst Nussbaumer (* 1971), Ruderer und Sportfunktionär
- Isabella Scharf-Minichmair (* 1971), Künstlerin und Kunstphilosophin
- Alexander Huemer (* 1972), Maler und Bildhauer
- Doris Helmberger-Fleckl (* 1974), Journalistin
- Wolfgang Pfoser-Almer (* 1975), Filmemacher und Kulturmanager
- Elisabeth Fuchs (* 1976), Dirigentin
- Reinhold Binder (* 1978), Gewerkschafter
- Verena Stauffer (* 1978), Schriftstellerin
- Katrin Ritt (* 1980), Schauspielerin
- Clemens Doppler (* 1980), Beachvolleyballer
- Thiemo Strutzenberger (* 1982), Schauspieler und Dramatiker
- Reinhard Kaiser-Mühlecker (* 1982), Schriftsteller
- Julius Hoflehner (* 1988), Handballspieler
- Anna Hufnagl (* 1988), Biathletin und Skilanglauftrainerin
- Christian Ramsebner (* 1989), Fußballspieler
- Jeannine Prentner (* 1990), Tennisspielerin
- Anna Kiesenhofer (* 1991), Radrennfahrerin und Mathematikerin
- Clemens Millauer (* 1994), Snowboarder
- Lukas Gütlbauer (* 2000), Fußballspieler
- Andreas Jerković (* 2000), Fußballspieler
- Kristina Dramac (* 2002), Handballspielerin
- Tolgahan Sahin (* 2004), Fußballspieler

### Mit der Stadt verbundene Persönlichkeiten
- Josefine Hawelka (1913–2005), Miteigentümerin des Wiener Kaffeehauses Hawelka
- Karl Schiedermayr (1818–1895), Arzt und Botaniker